# HC Helmond
HC Helmond is een hockeyclub in Helmond. De club is in 1999 ontstaan uit een fusie van de Helmondse hockeyclubs HMHC en HUAC.

## Geschiedenis
De geschiedenis van de club begint op 24 september 1933 als de Helmondse Mixed Hockey Club wordt opgericht. Deze club groeide in haar bestaan gestaag mee met de interesse voor de hockeysport. Sinds 1950 speelde HMHC aan het Verliefd Laantje waar momenteel een golfclub (Helmondse Golfclub Overbrug) is gevestigd. Het ledental verklaarde de groei en ontwikkeling van deze club met 100 leden in 1953, 250 in 1968 en bijna 900 leden eind jaren 70/begin jaren 80. In de jaren voor de fusie was het ledental inmiddels gedaald naar 300 leden. In 1983 verkreeg de club haar eerste kunstgrasveld. Na de fusie werd op deze locatie de golfbaan aangelegd.
In 1945 ontstond er in Helmond een nieuwe hockeyclub uit een fusie van twee kleinere clubs. Hockeyclub Helmond en Uno Animo die beiden werden opgericht in 1936 besloten verder te gaan onder de naam HUAC (Helmond Uno Animo Combinatie). Sinds 1957 speelde deze club op De Warande. In 1985 verkreeg deze club 2 kunstgrasvelden. HUAC had halverwege de jaren 80 550 leden en dit aantal werd ten tijde van de fusie bijna verdubbeld met ruim 1000 leden. HMHC en HUAC fuseerden in 1999, waarbij HMHC haar terrein verliet en haar oprichtingsdatum voor de nieuwe club mocht behouden.
In het seizoen 2021/2022 kwam het eerste damesteam uit in de zaalhoofdklasse. Na één seizoen degradeerde de ploeg weer uit de hoogste klasse na een laatste plaats in poule B. Van de zeven wedstrijden werd er één gewonnen.

## Club
De club telt drie watervelden en één zandingestrooid kunstgrasveld, allen LED verlicht. Het sportcomplex is gevestigd aan het park 'de Warande' in Helmond. 
Er wordt gespeeld in de leeftijdscategorieën benjamins, mini's, junioren, senioren en veteranen. Alle leeftijdscategorieën spelen competitie. Het aanbod is op zowel prestatie als op recreatief niveau. De standaardteams in Helmond hockeyen traditioneel op een redelijk prestatie niveau. Zowel het eerste herenteam als het eerste damesteam komen uit in de Overgangsklasse van de KNHB.
Bij voldoende animo wordt er op maandagavonden recreatief trimhockey gespeeld. Op donderdagavond is er een districtscompetitie voor dames. In de wintermaanden (december, januari en februari) spelen diverse jeugd- en seniorenteams zaalhockey.